# Juornaankylä
Juornaankylä – wieś w Finlandii, w rejonie Uusimaa, w gminie Askola.